# 南明館

南明館入口の図

南明館（なんめいかん）は、東京市神田区表神保町（現在の東京都千代田区神田小川町）にあった勧工場である。1899年（明治32年）4月に洽集館（こうしゅうかん）から店舗を改装して改名した。

## 概要
南明館は1882年（明治15年）に創業した洽集館を前身とする勧工場である。1899年（明治32年）4月に開館、1919年（大正8年）に閉館したのちに南明倶楽部となり、その後1924年（大正13年）に南明座となった。

## 歴史

### 洽集館
南明館の前身である洽集館は、1882年（明治15年）12月8日に、東京市神田区表神保町1番地に創業した勧工場である。勧工場とは後の百貨店に類似する小売商業施設のことである。
1892年（明治25年）4月10日、神田の大火によって洽集館も焼失し、当直に当たっていた18人が焼死した。作家の永井龍男は火事の様子を『手袋のかたっぽ』の中で、「入口の大扉が閉ざされていたために、住み込みの商人たちが多勢焼死したという話を、子供心に恐ろしく思った記憶がある」と記している。
その後、同年7月1日に再築して再営業を試みたが、以前のような賑わいを取り戻すことができず、1899年（明治32年）春に経営を桔梗屋洋服店の斉藤嘉久太郎に譲渡した。斉藤は自らの考案で洽集館の時計塔を含む大改造を行い、名称も南明館に改められた。

### 南明館
1899年（明治32年）4月に開業。洽集館の譲渡を受けた斉藤嘉久太郎の考案により大改修を施し、敷地約230坪、建物延べ約250坪、名称を南明館と改め、同年月20日に盛大な開館式をおこなった。南明館は、小川町通り表神保町五十稲荷のそばに位置し、入り口には四階建ての高楼、各階の縁には彩色を施した欄干を設け、人目を引いた。場内の店数は37、とくに西洋家具は評判であった。1919年（大正8年）に閉館。

### 南明俱楽部
1919年（大正8年）頃に閉館された南明館の建物の半分を取り壊し、その後庭を拡大した形で貸席「南明倶楽部」が開設された。ここでは源氏節や娘義太夫などの興行が行われていた。また、長唄や舞踊などの催し物、書籍や雑誌に関する組合による利用もみられた。類似する施設が周辺に存在しなかったこともあり順調な営業状態であったが、1923年（大正12年）9月1日に発生した関東大震災により焼失した。

### 南明座
1924年（大正13年）8月25日には映画館の南明座が新築落成され、同年9月3日に開館した。1930年（昭和5年）時点の南明座は中谷興行部の経営であり、神田区には南明座を含めて10館の映画館があった。
その後所有者が吉岡奈良丸へと変更され、1958年（昭和33年）9月から1959年（昭和34年）8月までの期間にはいったん倉庫に転業している。1970年（昭和45年）時点の支配人は横山孝雄、定員は255であり、洋画特選を上映する映画館だった。1970年（昭和45年）頃に閉館した。